# Icilius ovalis
Icilius ovalis is een vlokreeftensoort uit de familie van de Iciliidae. De wetenschappelijke naam van de soort is voor het eerst geldig gepubliceerd in 1852 door Dana.